# Война в Абхазии (1992—1993)
Война в Абхазии (груз. აფხაზეთის ომი), грузино-абхазская война (абх. Аԥсуа-Ақыртуа аибашьра), в Республике Абхазии употребляется термин «Отечественная война народа Абхазии»), — вооружённый конфликт между грузинскими и абхазскими вооружёнными силами в 1992—1993 годах.
В августе 1992 года политическое противостояние между Верховным Советом Абхазии и руководством Грузии переросло в серию вооружённых столкновений в связи с вводом на территорию Абхазии сил Национальной гвардии Грузии. Боевые действия между грузинскими и абхазскими формированиями, которых поддержали многочисленные добровольцы с Северного Кавказа, продолжались с переменным успехом больше года. Стороны конфликта обвиняли друг друга в массовых нарушениях прав человека в отношении гражданского населения. Как установила Миссия ООН по установлению фактов в октябре 1993 года, ответственность за такие нарушения несли как грузинские правительственные войска, так и абхазские силы, равно как и иррегулярные формирования и гражданские лица, сотрудничавшие с ними.
Конфликт привёл к почти полному опустошению обширных районов и массовому перемещению населения. В результате боевых действий сотни тысяч гражданских лиц (в основном грузин) стали беженцами и были вынуждены покинуть свои дома.
14 мая 1994 года грузинская и абхазская стороны подписали в Москве Соглашение о прекращении огня и разъединении сил, выработанное в рамках Женевских переговоров по урегулированию конфликта, проходивших под руководством Специального посланника Генерального секретаря ООН. На основании этого документа и последующего решения Совета глав государств СНГ в зоне конфликта с июня 1994 года были размещены Коллективные силы СНГ по поддержанию мира (полностью укомплектованные российскими военнослужащими), в задачу которых входило поддержание режима невозобновления огня. Одновременно для наблюдения за осуществлением Соглашения и деятельностью миротворческих сил СНГ на территории Абхазии была развёрнута Миссия ООН по наблюдению в Грузии (МООННГ), которая действовала до 15 июня 2009 года.

## Предыстория конфликта
Обострение политической обстановки в Абхазии началось в 1989 г. В деревне Лыхны 18 марта 1989 года состоялся многотысячный сход абхазского народа, который выдвинул предложение о выходе Абхазии из состава Грузии и восстановлении её в статусе союзной республики. А 16 июля 1989 года в Сухуми произошли кровавые столкновения между грузинами и абхазами.
Одновременно с распадом СССР политические противоречия внутри Грузии усугубились и перешли в фазу открытого вооружённого гражданского противостояния (гражданская война в Грузии). Имели место как столкновения между центральными властями (Госсовет) и вышедшими из повиновения автономиями (Аджария, Абхазия, Южная Осетия), так и вооруженные стычки между сторонниками Госсовета и президента Гамсахурдиа, проходившие также на территории других регионов страны (Мегрелия).
9 апреля 1991 года Грузия под руководством председателя Верховного Совета республики Звиада Гамсахурдиа провозгласила восстановление своей независимости на основании акта от 26 мая 1918 года.
В январе 1992 года законно избранный президент Грузии Звиад Гамсахурдиа был свергнут группой заговорщиков, среди которых были руководители незаконных вооружённых формирований (Джаба Иоселиани, Тенгиз Китовани, Тенгиз Сигуа). После захвата власти заговорщики сформировали Военный совет и пригласили Эдуарда Шеварднадзе вернуться в Грузию и возглавить республику, рассчитывая воспользоваться его авторитетом и влиянием как на международном уровне, так и внутри страны для легитимации сложившегося режима.
21 февраля 1992 года правящий Военный совет Грузии объявил об отмене Конституции Грузинской ССР 1978 года и восстановлении конституции Грузинской демократической республики 1921 года с учётом сохранения существующих автономных единиц. Декларацией было объявлено, что власти Грузии признают верховенство международных правовых актов и Конституцию 1921 года без изменения ныне существующих границ и национально-государственного устройства Грузии (то есть с сохранением автономности республик Абхазия, Аджария и Юго-Осетинской области). Также Госсовет, исполнявший роль временного парламента, своим постановлением от 24 февраля 1992 г. постановил, что до приведения действующего законодательства в соответствие с принципами Конституции Грузии на территории страны действует существующее законодательство, которое также не нарушало основ существования автономных республик в составе Грузии.
Прибыв в Грузию в марте 1992 года, Шеварднадзе возглавил Государственный Совет, чей состав был сформирован при участии свергавших Гамсахурдиа заговорщиков, что впоследствии стало поводом для автономий к отказу подчиняться его решениям. Госсовет контролировал большую часть территории Грузии, за исключением Юго-Осетинской автономной области, Аджарии и Абхазии. Одновременно с этим законный президент страны с целью возвращения к власти развернул активные боевые действия в лояльном ему регионе Мегрелия в Западной Грузии, где его сторонники (звиадисты) удерживали мегрельскую столицу — город Зугдиди.
Многонациональная общественность Абхазии искала пути стабилизации обстановки, которая особо обострилась из-за переворота в Тбилиси и разногласий между грузинской и абхазской фракциями в Верховном Совете (ВС) Абхазии. 9 мая 1992 года в Сухуми был создан Совет национального единства Абхазии, в который вошли представители политических организаций, трудовых коллективов, интеллигенции и т. д. Совет призывал население республики воспрепятствовать беззаконию, нарушению Конституции автономии, узурпации власти заговорщиками, а также потребовал объединения всех демократических сил автономной республики для предотвращения эскалации межэтнического противостояния.
23 июля 1992 года ВС Абхазии аннулировал Конституцию Абхазской АССР 1978 года и восстановил Конституцию ССР Абхазии 1925 года, повышавший статус абхазской республики в составе Грузии с автономной до договорной.
25 июля 1992 года Госсовет Грузии отменил постановление властей Абхазии о восстановлении Конституции 1925 года. В Сухуми этот шаг оценили негативно, и депутат З. Ачба заявил, что по причине нелегитимности Госсовета документ об отмене не имеет законной силы.
В то же время обстановка стала накаляться и в остальной Западной Грузии. Действовавшие в Мегрелии звиадисты совершали диверсии, взрывы и нападения на представителей Госсовета. 9 июля ими был похищен заместитель премьер-министра и председателя Комиссии по правам человека и межнациональным отношениям Александр Кавсадзе, который был направлен на переговоры с ними. 11 августа в Зугдиди на встрече представителей Госсовета с звиадистами бывший начальник личной охраны президента Гамсахурдиа Гоча Бахия пленил ещё 12 государственных деятелей Грузии, бывших на стороне Госсовета, среди которых были министр внутренних дел Роман Гвенцадзе и помощник Шеварднадзе по национальной безопасности Давид Саларидзе.
На этом фоне Госсоветом в Тбилиси 10 августа 1992 года было принято решение о вводе войск в абхазскую автономию для наведения государственного порядка. Официальными причинами применения армии были названы освобождение заложников и необходимость охраны железной дороги, использовавшейся в качестве единственного маршрута транспортировки необходимых грузов из России в Армению, уже находившуюся в состоянии войны с Азербайджаном за Нагорный Карабах и остро нуждавшуюся в этом коридоре. Министру обороны Грузии Т. Китовани было поручено согласовать решение Госсовета с главой Верховного Совета Абхазии Владиславом Ардзинба, который до того уже имел по этому поводу телефонный разговор с Эдуардом Шеварднадзе и был официально предупреждён о вводе войск.
Несмотря на важность наведения порядка в автономии, ряд членов Госсовета Грузии высказывался против подобного решения. Так, экс-министр безопасности Грузии Игорь Гиоргадзе говорил:
«Под угрозой оказалась власть Шеварднадзе в Тбилиси, и он принял решение о вводе войск — под предлогом охраны транспортных коммуникаций — в Абхазию. Практически это была отмашка на войну. Это сегодня он сидит у экранов и глубокомысленно заявляет, что его приказ был неправильно приведён в исполнение. Ну, а как должен был быть приведён в исполнение, когда было приказано всю бронетехнику, всё, что у нас было, — а у нас не было армии, у нас был сброд — ввести в Абхазию. Что он ожидал — что это будет миротворческая миссия? Он прекрасно знал, что там начнётся стрельба, резня, бойня — и он сознательно пошёл, переведя все стрелки на Абхазию»

## Ход войны

### Грузинские войска входят в Абхазию
По всей видимости, Шеварднадзе был не в состоянии контролировать действия вооружённых отрядов, подчиняющихся его партнёрам по власти, и 14 августа 1992, в самый разгар курортного сезона, отряды Национальной гвардии Грузии под командованием Тенгиза Китовани под предлогом охраны железной дороги вторглись на территорию Абхазии. Во вторжении в Абхазию участвовали до двух тысяч грузинских «гвардейцев», 58 единиц бронетехники, большое количество артиллерии (в том числе реактивных установок «Град» и «Ураган»). В составе военной колонны, отправленной на подавление «сепаратистов» и защиты грузинского населения Абхазии, находилась новая боевая техника, доставшаяся Грузии после распада СССР. Впоследствии большая часть этой техники была либо уничтожена абхазской армией, либо досталась ей в качестве трофея, так как изначально у Абхазии боевая техника отсутствовала и никем не поставлялась. План вторжения в Абхазию под кодовым названием «Меч» был осуществлён через две недели после принятия Грузии в ООН. Об этом плане Эдуарда Шеварднадзе знали определённые высшие круги руководства России. Наступление поддерживалось военно-воздушными и военно-морскими силами. Накануне ввода войск Грузия, по подсчётам экспертов Центра кавказских исследований, получила со складов бывшего Закавказского военного округа около 240 танков, множество бронетранспортёров, около 25 тысяч автоматов и пулемётов, десятки орудий и ракетно-артиллерийских систем («Российские вести», 1993, 20 марта).

Карта военных действия в августе—октябре 1992 года

Основная ставка делалась на внезапность нападения. С момента перехода через абхазо-грузинскую границу по реке Ингури грузинские войска беспрепятственно двигались по трассе Зугдиди — Сухуми. В Гали к грузинским войскам присоединились местные «гвардейцы». Трасса Гали — Очамчири была заблокирована, чтобы держать абхазское население в неведении о происходящем.
Первое столкновение произошло в Очамчирском районе.
На следующий день, 15 августа, в посёлке Гантиади Гагрского района высадился грузинский десант и взял под контроль абхазо-российскую границу. Абхазия оказалась в кольце.
Грузинская гвардия 18 августа не входила в Сухуми. В этот период велись интенсивные переговоры, в которых принимали участие лидеры обеих сторон, однако положительного результата не удалось достичь. Первое столкновение в Сухуми произошло в районе Красного моста с местным грузинским отрядом «Мхедриони». Появились погибшие с обеих сторон. Абхазские вооружённые формирования оказали сопротивление, но отряды Национальной гвардии, после ухода абхазских формирований из города, продвинулись до р. Гумиста, а впоследствии заняли Гагру. Всё вооружение абхазской армии состояло из стрелкового оружия, самодельных броневиков и старых градобойных пушек.
Правительство Абхазии во главе с председателем Верховного Совета Владиславом Ардзинба перебазировалось в Гудаутский район. Здесь абхазские отряды получили поддержку оружием и многочисленными добровольцами с Северного Кавказа, в том числе со стороны Конфедерации горских народов Кавказа, заявившей о готовности чеченцев и этнически родственных абхазам адыгов выступить против грузин.
24 августа 1992 года был издан «Указ президента конфедерации горских народов Кавказа (КГНК) Мусы Шанибова и председателя парламента КГНК Юсупа Сосламбекова». В нём говорится:
«В связи с тем, что исчерпаны все меры для мирного решения о выводе оккупационных сил Грузии с территории суверенной Абхазии и во исполнение постановления 10-й сессии парламента КГНК указываем:
1. Всем штабам Конфедерации обеспечить переброску добровольцев на территорию Абхазии для вооружённого отпора агрессорам.
2. Всем вооружённым формированиям Конфедерации при противодействии им каких-либо сил вступать в бой и пробиваться на территорию Абхазии любыми методами.
3. Объявить город Тбилиси зоной бедствия, при этом использовать все методы, включая террористические акты.
4. Объявить всех лиц грузинской национальности на территории Конфедерации заложниками.
5. Задерживать все грузы, предназначенные для Грузин…»[37].

Во главе отряда чеченских добровольцев был Шамиль Басаев. В Абхазии Басаев хорошо проявил себя во время боёв с грузинскими частями, был назначен командующим Гагрским фронтом, командующим корпусом войск КГНК, заместителем министра обороны Абхазии, советником главнокомандующего вооружёнными силами Абхазии. В боях в Абхазии огромную роль сыграли адыгские добровольцы во главе с генералом Сосналиевым. Он был удостоен звания «герой Абхазии».
Сосналиев занял пост министра обороны Абхазии, получил звание генерала Абхазской армии. Отправку добровольцев в Абхазию взял на себя Конгресс кабардинского народа, Адыгэ Хасэ Адыгеи, Чеченский конгресс, КГНК. Президент КГНК Шанибов был лидером добровольцев.
Создание, подготовка, вооружение и отправка в Абхазию ополченческих формирований не могли оставаться незамеченными российскими властями, однако российское руководство предпочло не вмешиваться.
Заместителем губернатора Краснодарского края Травниковым А. И. с целью прекращения бегства из Абхазии в Краснодарский край и стабилизации обстановки с беженцами был отдан приказ о закрытии государственной и административной границы России с Абхазией, а добровольцам (имевшим опыт боевых действий) и казакам-кубанцам (походный атаман ККВ А. Прохода) из Приднестровья была обеспечена переброска в Абхазию.
В августе 1992 года подразделениями ГКЧС России под руководством Сергея Шойгу и Юрия Воробьёва была организована доставка медикаментов и продовольствия мирному населению. С 18 по 21 августа морским путём силами ГКЧС из зоны конфликта в Абхазии было эвакуировано 15 тысяч человек.

### Контрнаступление абхазских вооружённых сил
По словам тогдашнего президента Грузии Эдуарда Шеварднадзе, Борис Ельцин в телефонном разговоре с ним изъявил желание помочь решить грузино-абхазский конфликт мирным путём. В результате отрядам национальной гвардии был отдан приказ прекратить наступление. Наступление было прекращено после неудавшейся атаки грузин на село Н. Эшера 31 августа 1992 года. Многие в Грузии до сих пор считают это решение Шеварднадзе предательством.

Карта военных действия в октябре 1992—июле 1993 года

К октябрю 1992 года, используя захваченное в боях и на российской военной базе в городе Гудауте оружие, абхазы перешли к наступательным действиям. Был отбит город Гагра. Грузинские источники отмечают роль так называемого «абхазского батальона» под командованием Шамиля Басаева, позднее участвовавшего в первой чеченской войне против России и организовавший самый массовый в истории России захват заложников. Геннадий Трошев в книге «Моя война. Чеченский дневник окопного генерала» так описал деятельность Басаева в окрестностях Гагры и посёлка Леселидзе:

Басаевских «янычар» (а их было 5 тысяч) отличала на той войне бессмысленная жестокость. Осенью 1992 года в окрестностях Гагры и посёлка Леселидзе лично сам «командующий» руководил карательной акцией по уничтожению беженцев. Несколько тысяч грузин были расстреляны, вырезаны сотни армянских, русских и греческих семей. По рассказам чудом спасшихся очевидцев, бандиты с удовольствием записывали на видеоплёнку сцены издевательств и изнасилований.

Грузинским военным комендантом Гагры в это время был протеже Э. Шеварднадзе, молодой генерал Гия Каркарашвили, который прославился тем, что, выступая с телеобращением к продолжающим сопротивление абхазским силам, пообещал в случае сопротивления войскам Госсовета, поголовное уничтожение всех этнических абхазов, проживающих на территории Абхазии.
Взяв Гагру, абхазы установили контроль над стратегически важной территорией, прилегающей к российской границе, наладили линии снабжения с поддерживающей их Конфедерацией горских народов Северного Кавказа и стали готовиться к наступлению на Сухуми. В ходе штурма Гагры абхазы получили в своё распоряжение около десяти боевых машин пехоты и бронетранспортёров. В ответ на обвинения Грузии в том, что Россия снабжала мятежную автономию оружием, абхазское руководство утверждало, что в боевых действиях использовалось трофейное оружие. В Гагре грузинские формирования оставили много оружия, боеприпасов и тяжёлой техники, завозившихся в город по морю в течение месяца.
В газете «Свободная Грузия» появляется статья, в которой в подробностях описывается, как на гагрском стадионе абхазская и чеченская команды играли в футбол отрезанными грузинскими головами. После комиссии, состоявшей из российских депутатов, а также комиссии Майкла Ван Праага, не подтвердивших факт такого зверского отношения к побеждённым, эта газета в ноябре признала, что «эпизод на стадионе не подтвердился». Но эта «кошмарная история» до сих пор муссируется многими грузинскими националистами.
В зоне конфликта, на территории, контролируемой абхазскими и грузинскими силами, оказалось несколько частей российских Вооружённых Сил, находившихся ещё с советских времён (авиабаза в Гудауте, военно-сейсмическая лаборатория в Нижних Эшерах и батальон ВДВ в Сухуми). Формально они сохраняли нейтральный статус, занимаясь охраной имущества Министерства обороны РФ и обеспечением безопасности гуманитарных операций (эвакуация мирного населения и отдыхающих, доставка продуктов в блокированный город Ткуарчал). В то же время грузинская сторона обвиняла российских военнослужащих в выполнении разведывательных операций в интересах абхазов.

Карта военных действий в июле—октябре 1993 года

Карта военных действий в октябре—декабре 1993 года

Несмотря на де-факто нейтральный статус российских военнослужащих, грузинские вооружённые отряды подвергали их обстрелам, вызывая ответный огонь. Эти провокации зачастую приводили к жертвам среди мирного населения. По мнению грузинской стороны, необходимость применять оружие для самозащиты фактически была использована как формальное оправдание прямого участия российских вооружённых сил в конфликте на стороне абхазских сепаратистов.
Тем временем конфликт внутри высшего руководства Грузии привёл к тому, что в мае 1993 года Тенгиз Китовани и Джаба Иоселиани были лишены своих постов в руководстве вооружёнными силами.
Ситуация на абхазском фронте с осени 1992 года до лета 1993 года оставалась неизменной, пока в июле абхазские силы не начали очередное наступление на Сухуми, третье по счёту с начала года.
27 июля 1993 года, после длительных боёв, в Сочи было подписано соглашение о временном прекращении огня, в котором Россия выступала в роли гаранта. Данное перемирие абхазов заставила подписать Россия (под нажимом авторитета Э. Шеварднадзе), так как в результате боёв абхазами был полностью блокирован город Сухуми и войска Госсовета оказались в полном окружении.
Как утверждает грузинская сторона, в надежде на то, что соглашение будет исполняться всеми сторонами, практически всё тяжёлое вооружение грузинских вооружённых сил было вывезено из Сухуми на кораблях Черноморского флота и значительная часть войск также покинула город.
24 августа 1993 года в Москве состоялась встреча между Б. Ельциным и В. Ардзинба. Внимание российского президента было обращено на имеющее место нарушение грузинской стороной сочинского Соглашения.
25—27 сентября 1993 года в ходе ожесточённых боёв абхазские формирования методично занимали господствующие высоты и стратегические подходы к городу, чем вынудили войска Госсовета Грузии к концу дня 26 сентября покинуть Сухуми, оставив в окружении правительство Абхазской АССР, состоящее главным образом из этнических грузин.

### Битва за город Сухуми. Приостановление боевых действий
16—27 сентября 1993 года разгорелось сражение, вошедшее в историю конфликта как «Битва за Сухуми». Абхазы нарушили перемирие и возобновили наступление. Для усиления своей группировки грузины попытались перебрасывать войска в Сухуми на гражданских самолётах. Абхазы, развернув настоящую охоту на гражданскую авиацию, сумели сбить из ПЗРК на катерах несколько самолётов, заходивших на посадку в аэропорту Сухуми (подробнее см: Уничтожение грузинских авиалайнеров в Сухуми). Как утверждают участники боевых действий (с абхазской стороны), значительную роль сыграло также получение абхазами от России некоторого количества артиллерийских орудий и миномётов, обеспечение их необходимыми боеприпасами и обучение боевых расчётов.
27 сентября Сухуми был взят абхазскими вооружёнными формированиями. Эвакуацию комбатантов и гражданского населения осуществлял российский Черноморский флот, хотя крупные массы беженцев пытались выбраться из Сухуми также на восток, через Кодорское ущелье, и вдоль побережья. Существует несколько противоречивых версий относительно того, каким образом удалось выбраться из осаждённого города самому Эдуарду Шеварднадзе.
К 30 сентября 1993 года абхазскими вооружёнными силами контролировалась уже вся территория автономии. Около 250 тысяч этнических грузин в страхе перед реальной и предполагаемой угрозой со стороны победителей стали беженцами — покинули свои дома и ушли самостоятельно через горные перевалы или были вывезены в Грузию по морю. Около 70 тысяч из них в течение нескольких лет вернулись в Абхазию, в основном в Гальский район. 
Поражение в Абхазии привело к падению морального духа грузинской армии. Одновременно активизировались вооружённые отряды сторонников свергнутого президента Гамсахурдиа, пользовавшегося большой поддержкой на западе Грузии. Часть грузинских войск перешла на его сторону. Грузия стояла перед лицом полномасштабной гражданской войны.
В условиях полного развала вооружённых сил Эдуард Шеварднадзе дал согласие на вступление в СНГ и продолжение пребывания российской армии в Грузии, взамен попросив военной помощи у России. Россия «рекомендовала» абхазам остановить наступление, и грузинские силы смогли сконцентрироваться на подавлении мятежа в Западной Грузии.
В сентябре 1993 года грузинская фракция абхазского парламента в числе других беженцев была вынуждена покинуть Сухуми и переехать в Тбилиси. Таким образом, на сегодняшний момент помимо не признанного официальным Тбилиси фактического руководства Абхазии продолжают существовать также Верховный совет и правительство Абхазской автономной республики в изгнании (летом 2006 года после восстановления контроля грузинских властей над Кодорским ущельем эти органы власти были по политическим соображениям передислоцированы в селения верхней части ущелья — см. ниже).
14 мая 1994 года при посредничестве России было заключено Соглашение о прекращении огня и разделении сил.
С 23 июня 1994 года на территории Абхазии находились миротворческие силы СНГ — фактически это те же российские подразделения ВДВ, дислоцировавшиеся здесь ранее. Вдоль реки Ингури была установлена 12-километровая «зона безопасности». Единственным районом Абхазии, который контролировала Грузия, являлось Кодорское ущелье. С августа 2008 года, после признания независимости со стороны России, пребывание российских вооружённых сил в Абхазии регламентируется соответствующими двусторонними договорами с этой республикой.

## Сведения об участии в войне российских военных
- В 2009 году Евгений Примаков, занимавший с 1991 по 1996 годы должность директора Службы внешней разведки Российской Федерации, упомянул в интервью об обстрелах грузинских позиций самолётами без опознавательных знаков, совершённых в 1993 году. По его словам, «обстрелы с воздуха совершались не по приказу Москвы, а были делом рук кучки коррумпированных военных»[52].
- По данным Михаила Жирохова, осенью 1992 года с началом активных боевых действий в район конфликта было переброшено несколько штурмовиков Су-25, которые идеально подходили для прикрытия вертолётов, а впоследствии и для нанесения превентивных ударов по грузинским позициям[53].
- Александр Храмчихин отмечает, что после того, как российские войска стали подвергаться обстрелам со стороны грузинских войск, Министерство обороны России отдало приказ в ответ на обстрелы вести огонь на поражение — вплоть до лета 1993 года российские и грузинские войска регулярно обменивались артиллерийскими и авиационными ударами, причём российские удары были гораздо эффективнее и внесли немалый вклад в поражение Грузии[46].
- 19 марта 1993 года истребитель Су-27 ВВС России вылетел с аэродрома Гудаута на перехват двух воздушных целей (предположительно пары Су-25 ВВС Грузии), но цели обнаружены не были. При развороте для возвращения предположительно был сбит зенитной ракетой[54][55] в районе с. Шрома, Сухумского р-на. Лётчик Шипко Вацлав Александрович погиб.
- В сентябре 1993 года президент Грузии Эдуард Шеварднадзе оказался блокирован на Сухумском аэродроме. Министр обороны России Павел Грачёв распорядился оказать содействие вывозу Шеварднадзе из Абхазии. Из Севастополя прибыл российский десантный корабль проекта «Зубр» на воздушной подушке под командованием капитана первого ранга Максимова. На корабле находилась рота морской пехоты, которую возглавлял полковник Корнеев. Руководил операцией командующий Черноморским флотом Эдуард Балтин. Ночью российский десантный корабль всеми своими средствами вёл огонь на поражение по берегу. Воспользовавшись отвлечением сил и средств абхазской ПВО, пилоты Шеварднадзе подняли самолёт Як-40 и над морем добрались до Кутаиси[56].

## Военные преступления
Согласно отчёту Хьюман Райтс Вотч, обе стороны конфликта массово совершали военные преступления.

### Военные преступления, совершённые грузинскими формированиями
Доктор исторических наук, профессор АГУ Т. А. Ачугба утверждает, что во время боевых действий вооружённые силы Грузии нередко нарушали положения Женевской конвенции 1949 года, применяя запрещённое вооружение (объёмные игольчатые снаряды), совершая неоднократные вооружённые нападения на гражданских лиц и занимаясь разграблением и уничтожением культурных ценностей. Также, по его словам, абхазские войска захватили ряд документов вооружённых сил Грузии, в которых утверждалось о необходимости нанесения 26 декабря 1992 года авиационных и артиллерийских ударов по 34 объектам (в том числе городу Ткуарчал, груз. Ткварчели).
23 октября 1992 года грузинскими силами полностью сожжены Центральный государственный архив Абхазской АССР (ЦГАА) и Абхазский институт языка, литературы и истории имени Д. И. Гулиа. Большая часть находившихся в них архивных документов и материалов, отражавших историю Абхазии и её населения, погибли в огне.
14 декабря 1992 года грузинскими вооружёнными силами был уничтожен вертолёт Ми-8 российских ВВС, совершавший гуманитарный рейс из осаждённого абхазского города Ткварчели (ныне Ткуарчал) в город Гудауту. Погибли все находящиеся в вертолёте: по сообщениям разных СМИ от 81 до 87 человек, многие из которых были эвакуировавшимися из осаждённого города женщинами (из них 8 были беременны) и 35 детьми. Это происшествие часто называют Латской трагедией. Погибшие захоронены в Гудауте.

### Военные преступления, совершённые абхазскими формированиями
По данным официальных грузинских властей, в общей сложности абхазами было физически уничтожено около 10 тысяч мирных жителей-грузин. Фактически проводилась политика этнической чистки. Уничтожение мирного грузинского населения осуществлялось не только во взятых в ходе боёв населённых пунктах, но и в районах, где не велось военных действий. Так, в Гальском районе, в котором проживало почти 100 тыс. грузин, не было никаких боевых действий, и несмотря на это, свыше 1000 мирных жителей было убито, остальные были изгнаны. 9 июля 1993 года произошло массовое убийство в Камани.
В Сухуми после прекращения боёв 27 сентября 1993 года были расстреляны председатель Совета Министров Абхазской автономной республики Жиули Шартава и другие представители правительства, рядовые сотрудники аппарата Совета Министров, начальник полиции Рапава, несколько ранее, в Гаграх — депутат Верховного Совета Абхазии, заместитель начальника Гагрской администрации Михаил Джинчарадзе и десятки других должностных лиц.
Были убиты более 100 грузинских работников искусств, в том числе женщин. Среди них — художественный руководитель Гумистинского Дома культуры Нато Милорава, актёры драматического театра Василий Чхеидзе, Теймураз Жвания, Гурам Геловани, директор Сухумского парка культуры и отдыха Юрий Давитая.
Были убиты более 80 медицинских работников-грузин, большинство из которых женщины: Вера Колбая, Тина Цоцариа, Нино Шониа, Ариадна Шелиа, Ольга Ткебучава, Майя Веселив и другие. Во время исполнения своих обязанностей были убиты врачи Зелимхан Данелиа, Гия Сичинава, Размик Ипекчян, Георгий Баркалая, Шалва Гвазава и другие. В Гульрипшском районе во дворе туберкулёзной больницы на глазах у родных расстреляли главного врача Шота Джгамадзе. Таким же образом расправились с врачом республиканской больницы Петре Сичинава.
Было убито более 200 педагогов-грузин, в их числе более 60 женщин: Венера Сигуа, Юлия Гогохия-Читанава, Цаца Дзандзава, Эка Пилпани, Лия Акубардиа, Дзабули Пачулиа, Гульнара Чаладзе и др.
Массовые истребления и изгнания грузин происходили в Сухумском и Гудаутском районах. На первом этапе начавшегося конфликта из Эшера, Лихны, Араду, Ахалсопели были изгнаны 5 тысяч грузин, с остальными безжалостно расправились. В Ахалсопели расстреляли 17 грузин, у 70-летнего Индико Грдзелидзе вырезали сердце, Элгуджу Майсурадзе зарубили топором, 65-летнего Николая Квабзианидзе привязали к трактору, истязали и затем убили.
Особенную жестокость абхазские боевики проявили в отношении мирного грузинского населения после падения г. Гагра. 5 октября они в Леселидзе сначала пытали, а потом повесили на электростолбах 50 грузин. Такими же способами абхазские боевики расправлялись с грузинским населением Салхино, Гантиади (Цандрипш).
Т. Джинчарадзе показал, что «абхазские боевики» в г. Гагра 7 октября 1992 года его и других жителей заставили собрать трупы около 250 грузин, которые затем были погружены и вывезены на четырёх автомашинах «КамАЗ» и захоронены в большой яме. По показаниям К. Сичинава, после взятия города грузинское население массово расстреливалось на его улицах. У села Киндыг наёмники расстреляли 72 мирных жителя, а в селе Ганахлеба Гульрипшского района «абхазскими боевиками» было расстреляно 48 человек.
В г. Сухуми, в парке культуры и отдыха расстреляли свыше 400 грузин. В то же время беспрерывно бомбился городской аэропорт, где почти ежесуточно, в ожидании самолётов, находились тысячи беженцев. Было сбито несколько пассажирских самолётов, среди погибших было 50 женщин и малолетних детей.
По имеющимся данным, после захвата г. Сухуми было убито более 1000 мирных жителей-грузин.
По показаниям Г. Арзуманян, в г. Гагра чеченские боевики отрубили головы многим мирным жителям, а в некоторых случаях боевики надевали на них автомобильные покрышки и сжигали заживо. Таким образом лишили жизни около 60 человек. Тех кто уцелел, согнали на стадион и расстреляли.

## Последствия конфликта

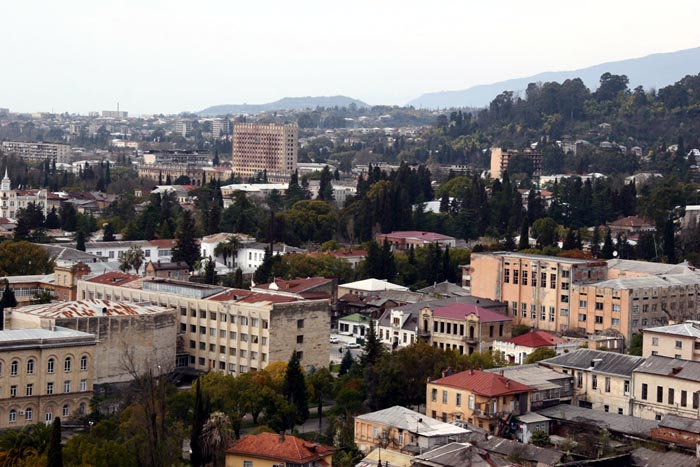
Полуразрушенный Сухуми. На заднем плане виден Дом правительства Абхазии. 2006 год

Вооружённый конфликт 1992—1993 годов, по обнародованным данным сторон, унёс жизни 4 тыс. грузин (ещё 1 тыс. пропала без вести) и 4 тыс. абхазов. Потери экономики автономии составили 10,7 млрд долларов США. На территории республики осталось огромное количество мин, унёсших жизни около 700 человек.
Около 250 тысяч грузин (почти половина населения Абхазии) были вынуждены бежать из Абхазии, из 50 тыс. репатриировавшихся в течение 1994-97 годов 30 тыс. снова бежали в Грузию после событий 1998 года.
Неурегулированность отношений между Республикой Абхазия и Грузией, наличие тысяч грузинских беженцев из Абхазии в Грузии является постоянным источником напряжённости в Закавказье.
В течение пяти лет после завершения конфликта Абхазия существовала в условиях фактической блокады со стороны как Грузии, так и России. Затем, однако (особенно с приходом к власти Владимира Путина), Россия, вопреки решению саммита СНГ, запрещающему любые контакты с Республикой Абхазия, начала постепенно восстанавливать трансграничные хозяйственные и транспортные связи с Абхазией. Российские власти утверждали, что все контакты между Россией и Абхазией осуществлялись на частном, негосударственном уровне. Грузинское руководство считало предпринимаемые со стороны России действия попустительством сепаратистскому режиму. Существенной поддержкой сепаратистского режима, по мнению Грузии и многих членов международного сообщества, была выплата населению российских пенсий и пособий, ставшая возможной после предоставления российского гражданства значительной части (более 90 %) населения Абхазии в рамках обмена советских паспортов.
В начале сентября 2004 года возобновилось прерванное в 1992 году железнодорожное движение по маршруту Сухуми — Москва. Для восстановления дороги в Абхазию из Ростова-на Дону была доставлена специальная техника, в том числе, три вагона шпал. Было восстановлено 105 км железнодорожного полотна, более 10 км тоннелей.
В конце сентября 2004 было установлено регулярное автобусное сообщение между Сочи и Сухуми. При этом, российско-грузинская граница на Военно-Грузинской дороге была, наоборот, на некоторое время закрыта после теракта в Беслане.
26 августа 2008 года Российская Федерация официально признала независимость Республики Абхазия и установила с ней дипломатические отношения.

## Конфликт в искусстве, кино, музыке
- Десантура. Никто, кроме нас (8-серийный фильм)
- Время танцора
- Мандарины
- Мальчик и война (Фазиль Искандер)
- Наследие — российский телесериал Александра Касаткина